# Arteria supraescapular
La arteria supraescapular o arteria escapular superior o arteria escapular transversa es una arteria que se origina del tronco tirocervical. aunque en ocasiones nace como rama externa de la arteria subclavia. 

## Ramas
Ramas colaterales para:
- músculo esternocleidomastoideo;[1]
- músculo escaleno anterior;[1]
- músculo subclavio[1] y
- músculo trapecio.[1]

Arterias del músculo supraespinoso;
Arteria del músculo infraespinoso;
Rama acromial o escapular (para la piel).

## Distribución
Se distribuye hacia el hueso y periostio de la clavícula y la escápula, la articulación del hombro y los músculos de la región.